# اولین وویگماست
اِوِلین وُیگِماست (استونیایی: Evelin Võigemast؛ زادهٔ ۲۲ مهٔ ۱۹۸۰) بازیگر سینما، تلویزیون و تئاتر، صداپیشه و خواننده اهل استونی است. وی از سال ۲۰۰۰ میلادی تاکنون مشغول فعالیت بوده‌است.
از فیلم‌ها یا برنامه‌های تلویزیونی که وی در آن نقش داشته‌است می‌توان به نام‌هایی بر لوح مرمرین اشاره کرد.